# Asedio de Larache
El asedio de Larache fue una operación militar lanzada en 1689 por las fuerzas del Imperio de Marruecos comandadas por el sultán Ismaíl contra las fuerzas españolas del rey Carlos II de España en la ciudad de Larache, que llevaba 80 años bajo el control de España. Después de tres meses de asedio, la guarnición española de Larache se vio obligada a capitular.

## Contexto
Las primeras expediciones cristianas realizadas por varios países europeos datan de la época del sultanato benimerín. Uno de los más antiguos que tuvo lugar durante la Reconquista enfrentó a los benimerines con los cristianos de Castilla. Los castellanos lanzaron en el año 1260 un ataque militar a la ciudad de Salé,  masacró a la guarnición musulmana de la ciudad, y unos tres mil habitantes apresados en la Gran Mezquita de Salé fueron llevados a Sevilla para convertirse en esclavos. La respuesta de los benimerines permitió reconquistar la ciudad y las fuerzas cristianas fueran masacradas después de dos semanas de asedio.
Otro hecho que tuvo lugar en 1415 y con respecto a la primera expedición del Reino de Portugal termina con la captura de Ceuta por parte de los portugueses que comenzaron una campaña colonial contra Marruecos tomando el control de varias otras ciudades marroquíes. Pero los portugueses finalmente fueron vencidos en la batalla de Alcazarquivir  cuyo resultado fue la abrumadora victoria de Marruecos en aquel entonces gobernada el sultanato saadí en 1578. Los tres reyes presentes en la batalla murieron. Antes de esta batalla, los saadíes se habían apoderado de varias ciudades controladas por los portugueses, incluida Agadir en 1541, y lograron apoderarse de Marrakech en 1524 y finalmente de Fez a partir de 1554, lo que significó el final del poder del sultanato wattásida.
Después de su muerte en la batalla de los Tres Reyes del gobernante saadí Abu Marwan Abd al-Malik I, su hermano Ahmad al-Mansur lo sucedió en medio del campo de batalla y tomó el mando. Durante su reinado lanzó una expedición al Imperio Songhai que se coronó con éxito en la Batalla de Tondibi y la captura de Tombuctú y Gao.

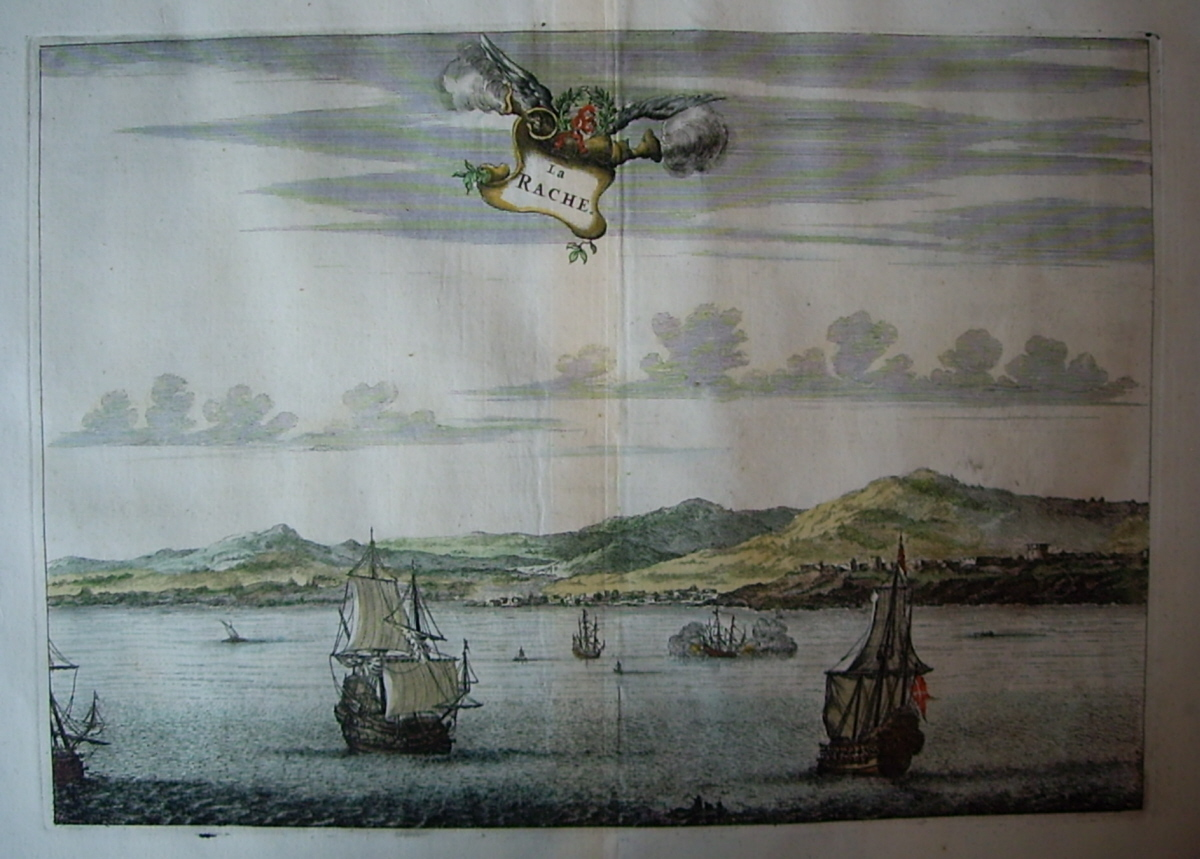
Vista del puerto de Larache alrededor de 1670.

La muerte de Ahmed al-Mansur significó el declive del sultanato saadí porque después de su muerte se produjo una guerra civil en Marruecos que se oponía a los hijos del sultán Ahmed al-Mansur Saadi, momento en que los alauitas lo aprovecharon para tomar el poder. Antes de controlar Marruecos, los alauitas eran los príncipes de la región de Tafilálet. El primer sultán alauita fue Mulay Muhammad al-Rashid bin Sharif, que fue príncipe de Tafilalet entre 1664 y 1666. Su toma del poder tuvo lugar el 27 de mayo de 1666 cuando tomó el control de la ciudad de Fez, después de la huida de los últimos resistentes y de su jefe el andalusí Ibn Salah. Al-Rashid intentó recuperar el control de Marrakesh y nombró a su hermano gobernador de Fez, mientras que, desde el 17 de septiembre de 1670, los armas del Pachalik de Tombuctú juraron lealtad al sultán alauita. Finalmente murió en 1672 y su hermano Moulay Ismaíl lo sucedió.
Con la llegada de Moulay Ismaíl al trono, Marruecos vivirá su apogeo porque logró centralizar el poder y reprimir las rebeliones de las tribus rebeldes También combatió contra los otomanos de Argel. Mientras que varias ciudades costeras de Marruecos estaban bajo el control de los reinos cristianos de España y Portugal, Moulay Ismaíl, en 1681 recuperó Mehdía, que estaba bajo el control del Reino español desde 1614 y también reconquistó Tánger en 1684. Asimismo decidió recuperar la ciudad de Larache por la fuerza. Esta llevaba desde 1610 bajo el control de los españoles, que habían establecido una guarnición fortificada.

## Desarrollo

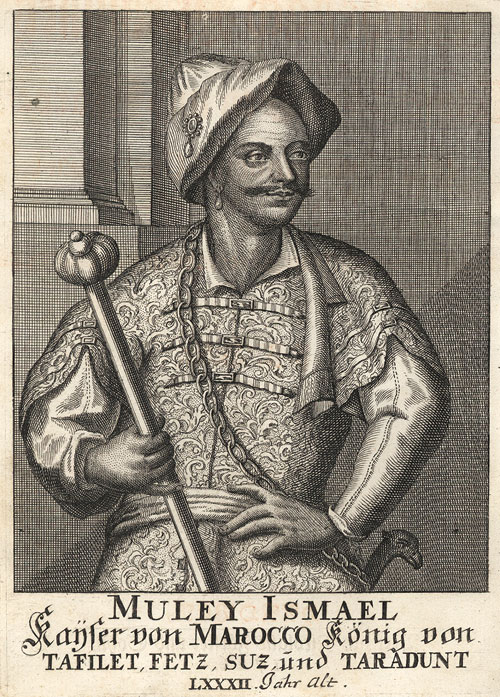
El sultán Ismail.

Ismaíl reclutó en 1689 un ejército de 30 000 para reconquistar Larache, mientras que en el lado español, una guarnición que constaba de 1500 a 2000 soldados armados con 200 armas de fuego estaba presente para proteger la ciudad. La captura de la ciudad fue muy difícil porque los españoles estaban preparados para este ataque que era predecible y había fortificado fuertemente la ciudad, porque desde 1688, el sultán marroquí les había dicho directamente sus intenciones. Pero dsegún el libro Larache. Datos para su historia en el siglo XVII, los españoles conocían las intenciones de los marroquíes desde 1687. Así, este año, los españoles comenzaron a abastecer y fortalecer la ciudad. Antes de la víspera día anterior al combate, mil hombres estaban en la ciudad.
Las operaciones militares comenzaron el 14 de julio de 1689, y un mes después, alrededor de agosto de 1689, el ejército marroquí rodeó por completo la ciudad. Mientras que una fuente calcula el número de combatientes marroquíes en 30 000, otras fuentes la estiman a una fuerza de 50 000 hombres. Estaba dirigido por el caíd Ali ben Abdallah Er-Riffi.
El cónsul francés en Salé, Périllié mantuvo informado al marqués de Seignelay sobre la evolución de este asedio. Por ejemplo, el 10 de octubre de 1689, afirmó que los moros tienen "dos minas listas para jugar" y que dos mil españoles estaban allí, incluidos doscientos voluntarios. Después dijo el 6 de noviembre que los moros lanzaron un asalto final y que lograron trasponerr las murallas de la ciudad que estaba protegida por varios cientos de cañones gracias a la explosión de dos minas que abrieron brechas en las murallas de la ciudad. El asalto tuvo lugar ocho días antes, cuando unos cuatro mil marroquíes fueron asesinados mientras las fuerzas españolas se retiraban a la ciudadela de la ciudad.
El asedio habría costado a los marroquíes más de diez mil hombres, incluidos cuatro mil en el asalto final que permitió la irrupción en la ciudad, mientras que en el lado español casi 400 soldados fueron asesinados, y unos mil seiscientos hombres fueron hechos prisioneros además de la captura de unas cuarenta pistolas. Estos cañones fueron enviados según Jean Baptiste Estelle a la ciudad imperial de Mequínez. Otra fuente afirma que 1700 hombres fueron tomados prisioneros.

## Negociación
La capitulación fue negociada en Mequínez ante Ismaíl por Gaspar González. Según el acuerdo, el gobernador y los 100 oficiales podían irse en completa libertad hacia España, mientras que el resto de la guarnición, con un total de 1600 hombres, sería llevado a Mequínez. Pero Ismaíl no respetó este acuerdo de ninguna manera, por lo que el gobernador y los cien oficiales también fueron llevados a Mequínez. Su rescate fue realmente muy complicado ya que en ambos lados se hicieron varias solicitudes.
Primero, un sacerdote español llamado Manuel de Vaira Lobo fue enviado a negociar la liberación de los oficiales y el gobernador. Pero el sultán marroquí Ismaíl pidió la liberación de mil moros a cambio del centenar de oficiales, es decir un oficial por cada diez marroquíes. En un primer tratado se acordó que 500 moros, así como 5000 libros árabes de la biblioteca de El Escorial, deberían intercambiarse por los oficiales. Ismaíl envió a un hombre llamado Mohammed el-Ouazir al-Hassani a examinar sus libros; permaneció en España desde noviembre de 1690 hasta julio de 1691, pero cuando llegó, las autoridades religiosas le mintieron al erudito enviado por Ismaíl, diciendo que todo había ardido después del incendio de la biblioteca de El Escorial en 1671.
Así, España se vio obligada a aceptar la primera solicitud de Moulay Ismail para la liberación de 1000 moros a cambio de 100 oficiales. El cónsul francés en Salé, Jean-Baptiste Estelle, después de la confirmación de este intercambio afirmó que era «un hermoso acuerdo concluido» hacia febrero de 1691. Mientras los oficiales españoles se dirigían hacia Ceuta y que mil moriscos estaban allí esperando el intercambio, el sultán afirmó que el rey de España solo le cambiaba por viejos moros enfermos y que los buenos se guardaban en las galeras. Ex-soldados de las guarniciones españolas que tenían su base en ciudades costeras tomadas por marroquíes se convirtieron al islam por cientos. El intercambio finalmente tuvo lugar en Ceuta en septiembre de 1691, pero según el cónsul francés en Tánger Pierre Estelle, la operación fue muy costosa, aparte de los moros intercambiados por España.

## Consecuencias
Después de tomar la ciudad de Larache, Ismaíl intentó por todos los medios tomar la ciudad de El-Yadida (Mazagán) a los portugueses. Pero no tuvo tiempo de hacerlo, ya que murió en 1727 en Mequínez a la edad de 82 años. El-Yadida finalmente cayó bajo el control de Marruecos alrededor de 1769. Larache sería atacada nuevamente pero esta vez por la marina francesa, que bombardeó la ciudad en junio de 1765 con 16 buques de guerra. No obstante, permaneció bajo control marroquí hasta 1911, cuando los españoles ocuparon la ciudad e instauraron un protectorado en el norte de Marruecos.